# Isenburg-Grenzau
Isenburg-Grenzau fu il nome di molti stati del Sacro Romano Impero, basati sulla Signoria di Grenzau, nell'attuale Renania-Palatinato, in Germania. Il primo stato definito Isenburg-Grenzau esistette tra il 1158 ed il 1290; il secondo tra il 1341 ed il 1439; ed il terzo tra il 1502 ed il 1664.

## Isenburg-Grenzau (1158 - 1290)
Nel 1158, il conte Gerlach I di Isenburg-Limburg-Covern morì. I suoi territori vennero divisi tra i suoi eredi, Enrico I e Gerlach II. Nel 1213 Enrico inizio la costruzione del castello di Grenzau, collocato su una montagna presso la principale via commerciale che affiancava il Reno da Lipsia alle Fiandre. Alla morte di Enrico nel 1220, i suoi territori vennero divisi in Isenburg-Grenzau (ad Enrico II) e Isenburg-Limburg (a Gerlach IV). Nel 1286 Enrico divise i suoi territori tra i suoi figli, negli stati di Isenburg-Grenzau (a Eberardo I), Isenburg-Cleberg (a Luigi) e Isenburg-Arnfels (a Gerlach V). Eberardo morì nel 1290 senza eredi, perciò Isenburg-Grenzau passò al fratello maggiore sopravvissutogli, Luigi.
| Nome       | Regno       |
| ---------- | ----------- |
| Enrico I   | 1158 - 1220 |
| Enrico II  | 1220 - 1287 |
| Eberardo I | 1286 - 1290 |

## Isenburg-Grenzau (1341 - 1439)
Isenburg-Cleberg venne diviso nel 1341 tra i figli di Lotario di Isenburg-Cleberg, con Isenburg-Grenzau passata a Filippo I. Filippo entrò in conflitto con l'espansionismo del principe-arcivescovo Baldovino di Lussemburgo di Treviri. Nel 1346 Baldovino tentò infatti di espandere il proprio potere sulle terre dell'ovest, e l'anno successivo Filippo si alleò con il conte Rinaldo I di Westerburg contro di lui. Ebbe così inizio la guerra di Grenzau che finì solo per intervento dell'imperatore. Nel 1361, Filippo venne forzato a riconoscere la sovranità dell'arcivescovo, poco tempo prima della sua morte. La casata di Filippo si estinse nel 1439. I territori vennero ereditati dal ramo Isenburg-Bilstein, e passati poi all'arcivescovato di Trier nel 1446, e vennero definitivamente associati al Basso Isenburg nel 1460.
| Nome        | Regno       |
| ----------- | ----------- |
| Filippo I   | 1341 - 1361 |
| Eberardo II | 1361 - 1399 |
| Filippo II  | 1399 - 1439 |

## Isenburg-Grenzau (1502 - 1664)
Il Basso Isenburg venne diviso nel 1502, con il passaggio di Isenburg-Grenzau a Gerlach III. LA fama ed il rispetto di cui godeva Gerlach, e l'estensione dei territori in possesso della casata di Isenburg, incrementarono drammaticamente quando gli venne dato il bando imperiale alla dieta di Worms nel 1495. Gerlach venne succeduto dal figlio Enrico nel 1530. Due dei figli di Enrico, Giovanni e Salentino vennero inviati alla carriera ecclesiastica ancora in giovane età. Giovanni divenne arcivescovo di Treviri nel 1547, e Salentino arcivescovo di Colonia nel 1567. Il figlio del fratello di Enrico, Antonio gli succedette nel 1552. Antonio morì due anni più tardi e gli succedette Giovanni. Giovanni venne succeduto dal figlio Arnoldo, ed alla morte di questi nel  1577 anche Salentino lasciò la carriera ecclesiastica per prendere le redini del governo.
Salentino, nel suo ruolo di arcivescovo, incrementò moltissimo la fortuna della Contea di Grenzau. Isenburg-Grenzau divenne uno Stato imperiale del Sacro Romano Impero con un seggio in parlamento. Alla morte di Salentino nel 1610, egli venne succeduto dal figlio maggiore Salentino VIII. Salentino VIII morì nel 1619 e venne succeduto dal suo fratello minore, Ernesto. Ernesto fu capitano delle armate imperiali nel corso della guerra dei trent'anni, combattendo soprattutto nei Paesi Bassi, distinguendosi sul campo. Alla sua morte nel 1664, all'età di 80 anni e senza eredi, Isenburg-Grenzay venne momentaneamente ottenuta dall'arcivescovo di Trier.
| Nome              | Regno       | Note                                          |
| ----------------- | ----------- | --------------------------------------------- |
| Gerlach III       | 1502 - 1530 |                                               |
| Enrico il Vecchio | 1530 - 1552 |                                               |
| Antonio           | 1552 - 1554 |                                               |
| Giovanni          | 1554 - 1556 | Arcivescovo di Treviri                        |
| Arnoldo           | 1556 - 1577 |                                               |
| Salentino VII     | 1577 - 1610 | Arcivescovo di Colonia e Vescovo di Paderborn |
| Salentino VIII    | 1610 - 1619 |                                               |
| Ernesto           | 1619 - 1664 |                                               |